# 民主連合 (ハンガリー)
民主連合（Demokratikus Koalíció、DK）は、2011年10月に結成されたハンガリーの政党。2010年10月、元首相でハンガリー社会党（以下、社会党）の党首も務めたジュルチャーニ・フェレンツの党内派閥として結成され、2011年10月に政党化された。社会民主主義を基調とする中道左派政党である。
派閥結成1周年に当たる2011年10月22日、ジュルチャーニは自身を含めた「民主連合」に参加する議員10名で新党と国民議会における新会派を結成する旨を表明。11月6日、院外政党である民主党の党名を「民主連合」に変更した上で、党首にジュルチャーニを選出。この時点で3800名が党員申請をした。
2014年の総選挙では、かつて袂を別った社会党や元首相であるバイナイ・ゴルドンが率いる「共に2014年」や「ハンガリーのための対話」など中道左派諸党による政党連合（団結2014）を組織して選挙に臨んだが、伸び悩んだ。続く5月に行われた欧州議会議員選挙では党単独で選挙に臨み、9.75%の支持を得て2議席を獲得した。
2018年の総選挙には政党連合を組まずに参加し、得票率5.38%で9議席を獲得した。
2019年欧州議会議員選挙では躍進を果たし、社会党や極右政党のヨッビクを上回る得票率16.08%で、野党第一党となった。
2020年末、社会党やヨッビク、ハンガリーのための対話、LMP・ハンガリー緑の党、ハンガリー自由党と野党連合「統一ハンガリー」を結成した。
2022年10月、欧州社会党の協力政党となった。